# Gaizka Lasa
Pour les articles homonymes, voir Lasa.
Lasa  Larraya est un nom espagnol. Le premier nom de famille, en général paternel, est Lasa ; le second, en général maternel, souvent omis, est Larraya.
Gaizka Lasa Larraya (né le 1er juillet 1982 à Oiartzun) est un coureur cycliste espagnol, actif dans les années 2000.

## Biographie
Gaizka Lasa est originaire d'Oiartzun, une commune située au Pays basque,. Son père Miguel María est un ancien coureur cycliste, tout comme son oncle José Manuel. 
Après de bons résultats au niveau amateur, il intègre la formation continentale Atom en 2006. Il évolue ensuite au sein de l'équipe continentale professionnelle Karpin-Galicia en 2007. Cette expérience ne dure cependant qu'une saison. Il met un terme à sa carrière sportive en fin d'année.

## Palmarès
- 2000
  - 3e du Tour de Pampelune
- 2005
  - Premio San Pedro[3]